# Capela de São Bartolomeu (Trancoso)
A Capela de São Bartolomeu é uma capela situada na atual freguesia de Trancoso (São Pedro e Santa Maria) e Souto Maior, no Município de Trancoso, distrito da Guarda, em Portugal.
Este templo foi reconstruido, ao que se supõe, sobre um já existente. A reconstrução é de 1778 e foi feita em memória dos esponsais de D. Dinis com Isabel de Aragão ocorridos em 1282.
Sobrepujado por uma cruz e com seis pináculos nos recortes dos cunhais, com base hexagonal, a parede a Sul tem uma lápide de azulejos, evocativa do casamento real.

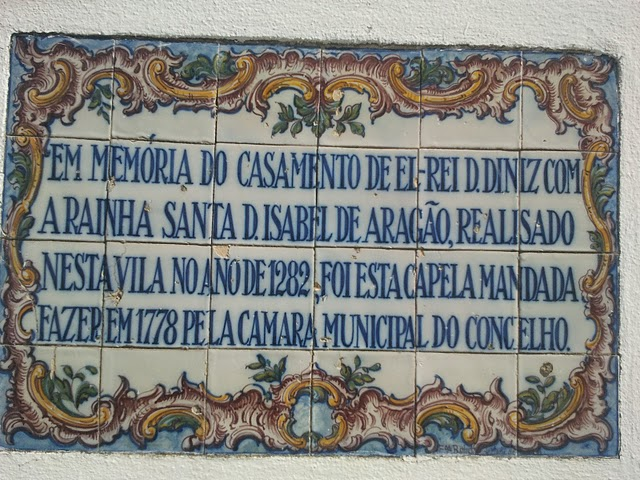
Painel de azulejos evocativo do casamento de D. Dinis com D. Isabel na parede sul da Capela de São Bartolomeu